# KHL (2015/2016)
Sezon KHL 2015/2016 – ósmy sezon ligi KHL rozegrany na przełomie 2015 i 2016.

## Kluby uczestniczące

### Kluby starające się o angaż i zmiany
W maju 2015 poinformowano, że z uwagi na problemy finansowe ze składu rozgrywek został wycofany klub Atłant Mytiszczi. W czerwcu 2015 władze klubu Spartaka Moskwa ogłosiły powrót drużyny do KHL od 2015 (z powodów finansowych drużyna nie występowała w edycji 2013/2014).

### Uczestnicy
Ostateczny skład ligi (28 zespołów) i terminarz został ustalony 17 czerwca 2015. Miejsce Atłanta Mytiszczi w Dywizji Bobrowa zajął przywrócony do ligi Spartak Moskwa.
| Konferencja Zachód   | Konferencja Zachód      | Konferencja Wschód         | Konferencja Wschód      |
| Dywizja Bobrowa      | Dywizja Tarasowa        | Dywizja Charłamowa         | Dywizja Czernyszowa     |
| -------------------- | ----------------------- | -------------------------- | ----------------------- |
| Dinamo Ryga          | CSKA Moskwa             | Ak Bars Kazań              | Admirał Władywostok     |
| Dynama Mińsk         | Dinamo Moskwa           | Awtomobilist Jekaterynburg | Amur Chabarowsk         |
| Jokerit              | Łokomotiw Jarosław      | Jugra Chanty-Mansyjsk      | Awangard Omsk           |
| Medveščak Zagrzeb    | Siewierstal Czerepowiec | Łada Togliatti             | Barys Astana            |
| SKA Sankt Petersburg | HK Soczi                | Mietałłurg Magnitogorsk    | Mietałłurg Nowokuźnieck |
| Slovan Bratysława    | Torpedo Niżny Nowogród  | Nieftiechimik Niżniekamsk  | Saławat Jułajew Ufa     |
| Spartak Moskwa       | Witiaź Podolsk          | Traktor Czelabińsk         | Sibir Nowosybirsk       |

## Sezon regularny
Start sezonu regularnego rozpoczął się 24 sierpnia 2015. Cały sezon potrwa maksymalnie do 19 kwietnia 2015. Liczbę meczów w sezonie regularnym dla każdej drużyny ustalono na 60. 30 czerwca 2015 ogłoszono terminarz sezonu.

### Puchar Otwarcia
Przed sezonem ustalono zmianę formuły i podjęto decyzję, że o Puchar Otwarcia 2015 zagrają zdobywcy Pucharu Gagarina i Pucharu Kontynentu z ubiegłego sezonu, drużyny SKA i CSKA (a nie jak dotąd mistrz i wicemistrz ligi). W meczu rozegranym 24 sierpnia 2015 SKA Sankt Petersburg przegrał po dogrywce CSKA Moskwa 4:4, a zwycięskiego gola zdobył Geoff Platt.

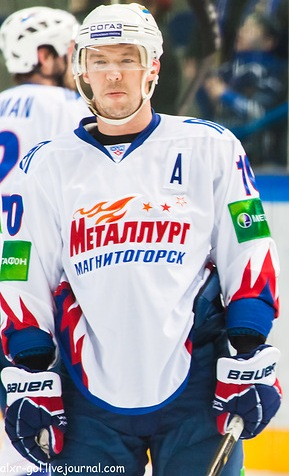
Siergiej Moziakin – w 7. sezonie KHL po raz trzeci został najlepszym strzelcem i po raz piąty najskuteczniejszym zawodnikiem rundy zasadniczej

### Mecz Gwiazd
Mecz Gwiazd KHL został rozegrany 23 stycznia 2016 w Moskwie wygrała drużyna Zachodu 28:23, a w rywalizacji umiejętności zwyciężyła drużyna Wschodu 3:2.

### Statystyki indywidualne
Statystyki zaktualizowane na dzień 7 lipca 2016 po zakończeniu rundy zasadniczej.
Zawodnicy z pola łącznie
| Gole                             | Gole | Asysty                    | Asysty | Punkty                           | Punkty |
| -------------------------------- | ---- | ------------------------- | ------ | -------------------------------- | ------ |
| Siergiej Moziakin (Magnitogorsk) | 32   | Wadim Szypaczow (SKA)     | 43     | Siergiej Moziakin (Magnitogorsk) | 67     |
| Nigel Dawes (Barys)              | 31   | Aleksandr Radułow (CSKA)  | 42     | Aleksandr Radułow (CSKA)         | 65     |
| Matt Ellison (Mińsk)             | 26   | Brandon Bochenski (Barys) | 41     | Brandon Bochenski (Barys)        | 61     |
| Anatolij Gołyszew (Awtomobilist) | 25   | Linus Omark (Saławat)     | 39     | Wadim Szypaczow (SKA)            | 60     |
| Aleksandr Radułow (CSKA)         | 23   | Justin Azevedo (Ak Bars)  | 36     | Linus Omark (Saławat)            | 57     |

Obrońcy
| Gole                              | Gole | Asysty                   | Asysty | Punkty                       | Punkty |
| --------------------------------- | ---- | ------------------------ | ------ | ---------------------------- | ------ |
| Mat Robinson (Dinamo Moskwa)      | 14   | Kevin Dallman (Barys)    | 32     | Cam Barker (Slovan)          | 40     |
| Philip Larsen (Jokerit)           | 11   | Cam Barker (Slovan)      | 31     | Kevin Dallman (Barys)        | 40     |
| Aleksandr Łoginow (Awto./Saławat) | 11   | Chris Lee (Magnitogorsk) | 28     | Mat Robinson (Dinamo Moskwa) | 38     |
| Sami Lepistö (Saławat)            | 11   | Nick Bailen (Jokerit)    | 25     | Chris Lee (Magnitogorsk)     | 37     |
| Mike Lundin (Barys)               | 11   | Philip Larsen (Jokerit)  | 25     | Philip Larsen (Jokerit)      | 36     |

Bramkarze
| Skuteczność interwencji (w %)      | Skuteczność interwencji (w %) | Średnia goli straconych (na mecz)     | Średnia goli straconych (na mecz) | Mecze bez straty gola              | Mecze bez straty gola |
| ---------------------------------- | ----------------------------- | ------------------------------------- | --------------------------------- | ---------------------------------- | --------------------- |
| Aleksiej Murygin (Łokomotiw)       | 95,4                          | Ilja Sorokin (CSKA)                   | 1,06                              | Aleksiej Murygin (Łokomotiw)       | 13                    |
| Ilja Sorokin (CSKA)                | 95,3                          | Aleksiej Murygin (Łokomotiw)          | 1,13                              | Ilja Sorokin (CSKA)                | 10                    |
| Alexander Salák (Sibir)            | 93,8                          | Stanisław Galimow (Ak Bars / CSKA)    | 1,51                              | Dominik Furch (Awangard)           | 8                     |
| Stanisław Galimow (Ak Bars / CSKA) | 93,8                          | Viktor Fasth (CSKA)                   | 1,66                              | Stanisław Galimow (Ak Bars / CSKA) | 7                     |
| Iwan Lisutin (Nieft. / Torpedo)    | 93,8                          | Aleksandr Jeriomienko (Dinamo Moskwa) | 1,77                              | Aleksandr Sudnicyn (Nieft.)        | 6                     |

Pozostałe
| Klasyfikacja +/-             | Klasyfikacja +/- | Zwycięskie gole                  | Zwycięskie gole | Minuty kar                   | Minuty kar |
| ---------------------------- | ---------------- | -------------------------------- | --------------- | ---------------------------- | ---------- |
| Mat Robinson (Dinamo Moskwa) | +31              | Danis Zaripow (Magnitogorsk)     | 8               | Igor Gołowkow (Witiaź)       | 122        |
| Aleksandr Radułow (CSKA)     | +28              | Nigel Dawes (Barys)              | 7               | Blake Parlett (Medveščak)    | 113        |
| Daniił Apalkow (Łokomotiw)   | +27              | Geoff Platt (CSKA)               | 7               | Damir Ryspajew (Barys)       | 111        |
| Michaił Pasznin (Łokomotiw)  | +26              | Siergiej Moziakin (Magnitogorsk) | 6               | Shaone Morrisonn (Medveščak) | 107        |
| Jan Muršak (CSKA)            | +25              | Brandon Bochenski (Barys)        | 6               | Nathan Perkovich (Medveščak) | 105        |

- Pierwsze miejsce w klasyfikacji wykonanych uderzeń ciałem:  Maksim Rybin (Nieftiechimik) – 143
- Pierwsze miejsce w klasyfikacji liczby zablokowanych strzałów:  Maksim Czudinow (SKA) – 113

## Play-off

### Drzewko play-off
Faza play-off rozpoczęła się dnia 21 lutego 2016, a zakończyła 19 kwietnia 2016.

### Schemat play-off
|  |                          |                            |                          |                         |   |                       |                         |                       |  |  |                    |                    |                    |  |  |                         |                         |                         |
|  | Ćwierćfinały Konferencji | Ćwierćfinały Konferencji   | Ćwierćfinały Konferencji |                         |   | Półfinały Konferencji | Półfinały Konferencji   | Półfinały Konferencji |  |  | Finały Konferencji | Finały Konferencji | Finały Konferencji |  |  | Finał o Puchar Gagarina | Finał o Puchar Gagarina | Finał o Puchar Gagarina |
|  | Ćwierćfinały Konferencji | Ćwierćfinały Konferencji   | Ćwierćfinały Konferencji |                         |   | Półfinały Konferencji | Półfinały Konferencji   | Półfinały Konferencji |  |  | Finały Konferencji | Finały Konferencji | Finały Konferencji |  |  | Finał o Puchar Gagarina | Finał o Puchar Gagarina | Finał o Puchar Gagarina |
|  |                          |                            |                          |                         |   |                       |                         |                       |  |  |                    |                    |                    |  |  |                         |                         |                         |
|  |                          |                            |                          |                         |   |                       |                         |                       |  |  |                    |                    |                    |  |  |                         |                         |                         |
|  | 1                        | CSKA Moskwa                | 4                        |                         |   |                       |                         |                       |  |  |                    |                    |                    |  |  |                         |                         |                         |
|  | 1                        | CSKA Moskwa                | 4                        |                         |   |                       |                         |                       |  |  |                    |                    |                    |  |  |                         |                         |                         |
|  | 8                        | Slovan Bratysława          | 0                        |                         |   |                       |                         |                       |  |  |                    |                    |                    |  |  |                         |                         |                         |
|  | 8                        | Slovan Bratysława          | 0                        |                         |   | 1                     | CSKA Moskwa             | 4                     |  |  |                    |                    |                    |  |  |                         |                         |                         |
|  |                          |                            |                          |                         |   | 1                     | CSKA Moskwa             | 4                     |  |  |                    |                    |                    |  |  |                         |                         |                         |
|  |                          |                            | 7                        | Torpedo Niżny Nowogród  | 1 |                       |                         |                       |  |  |                    |                    |                    |  |  |                         |                         |                         |
|  | 2                        | Jokerit                    | 7                        | Torpedo Niżny Nowogród  | 1 | 2                     |                         |                       |  |  |                    |                    |                    |  |  |                         |                         |                         |
|  | 2                        | Jokerit                    |                          |                         |   |                       |                         |                       |  |  |                    |                    |                    |  |  |                         |                         |                         |
|  | 7                        | Torpedo Niżny Nowogród     | 4                        |                         |   |                       |                         |                       |  |  |                    |                    |                    |  |  |                         |                         |                         |
|  | 7                        | Torpedo Niżny Nowogród     | 4                        |                         |   | 1                     | CSKA Moskwa             | 4                     |  |  |                    |                    |                    |  |  |                         |                         |                         |
|  | Konferencja Zachód       |                            |                          |                         |   | 1                     | CSKA Moskwa             | 4                     |  |  |                    |                    |                    |  |  |                         |                         |                         |
|  |                          |                            | 6                        | SKA Sankt Petersburg    | 0 |                       |                         |                       |  |  |                    |                    |                    |  |  |                         |                         |                         |
|  | 3                        | Łokomotiw Jarosław         | 6                        | SKA Sankt Petersburg    | 0 | 1                     |                         |                       |  |  |                    |                    |                    |  |  |                         |                         |                         |
|  | 3                        | Łokomotiw Jarosław         |                          |                         |   |                       |                         |                       |  |  |                    |                    |                    |  |  |                         |                         |                         |
|  | 6                        | SKA Sankt Petersburg       | 4                        |                         |   |                       |                         |                       |  |  |                    |                    |                    |  |  |                         |                         |                         |
|  | 6                        | SKA Sankt Petersburg       | 4                        |                         |   | 5                     | Dinamo Moskwa           | 2                     |  |  |                    |                    |                    |  |  |                         |                         |                         |
|  |                          |                            |                          |                         |   | 5                     | Dinamo Moskwa           | 2                     |  |  |                    |                    |                    |  |  |                         |                         |                         |
|  |                          |                            | 6                        | SKA Sankt Petersburg    | 4 |                       |                         |                       |  |  |                    |                    |                    |  |  |                         |                         |                         |
|  | 4                        | HK Soczi                   | 6                        | SKA Sankt Petersburg    | 4 | 0                     |                         |                       |  |  |                    |                    |                    |  |  |                         |                         |                         |
|  | 4                        | HK Soczi                   |                          |                         |   |                       |                         |                       |  |  |                    |                    |                    |  |  |                         |                         |                         |
|  | 5                        | Dinamo Moskwa              | 4                        |                         |   |                       |                         |                       |  |  |                    |                    |                    |  |  |                         |                         |                         |
|  | 5                        | Dinamo Moskwa              | 4                        |                         |   | Z                     | CSKA Moskwa             | 3                     |  |  |                    |                    |                    |  |  |                         |                         |                         |
|  |                          |                            |                          |                         |   |                       |                         |                       |  |  |                    |                    |                    |  |  |                         |                         |                         |
|  |                          |                            | W                        | Mietałłurg Magnitogorsk | 4 |                       |                         |                       |  |  |                    |                    |                    |  |  |                         |                         |                         |
|  | 1                        | Awangard Omsk              | W                        | Mietałłurg Magnitogorsk | 4 | 4                     |                         |                       |  |  |                    |                    |                    |  |  |                         |                         |                         |
|  | 1                        | Awangard Omsk              |                          |                         |   |                       |                         |                       |  |  |                    |                    |                    |  |  |                         |                         |                         |
|  | 8                        | Nieftiechimik Niżniekamsk  | 0                        |                         |   |                       |                         |                       |  |  |                    |                    |                    |  |  |                         |                         |                         |
|  | 8                        | Nieftiechimik Niżniekamsk  | 0                        |                         |   | 1                     | Awangard Omsk           | 3                     |  |  |                    |                    |                    |  |  |                         |                         |                         |
|  |                          |                            |                          |                         |   | 1                     | Awangard Omsk           | 3                     |  |  |                    |                    |                    |  |  |                         |                         |                         |
|  |                          |                            | 4                        | Saławat Jułajew Ufa     | 4 |                       |                         |                       |  |  |                    |                    |                    |  |  |                         |                         |                         |
|  | 2                        | Mietałłurg Magnitogorsk    | 4                        | Saławat Jułajew Ufa     | 4 | 4                     |                         |                       |  |  |                    |                    |                    |  |  |                         |                         |                         |
|  | 2                        | Mietałłurg Magnitogorsk    |                          |                         |   |                       |                         |                       |  |  |                    |                    |                    |  |  |                         |                         |                         |
|  | 7                        | Awtomobilist Jekaterynburg | 2                        |                         |   |                       |                         |                       |  |  |                    |                    |                    |  |  |                         |                         |                         |
|  | 7                        | Awtomobilist Jekaterynburg | 2                        |                         |   | 2                     | Mietałłurg Magnitogorsk | 4                     |  |  |                    |                    |                    |  |  |                         |                         |                         |
|  | Konferencja Wschód       |                            |                          |                         |   | 2                     | Mietałłurg Magnitogorsk | 4                     |  |  |                    |                    |                    |  |  |                         |                         |                         |
|  |                          |                            | 4                        | Saławat Jułajew Ufa     | 1 |                       |                         |                       |  |  |                    |                    |                    |  |  |                         |                         |                         |
|  | 3                        | Sibir Nowosybirsk          | 4                        | Saławat Jułajew Ufa     | 1 | 4                     |                         |                       |  |  |                    |                    |                    |  |  |                         |                         |                         |
|  | 3                        | Sibir Nowosybirsk          |                          |                         |   |                       |                         |                       |  |  |                    |                    |                    |  |  |                         |                         |                         |
|  | 6                        | Admirał Władywostok        | 1                        |                         |   |                       |                         |                       |  |  |                    |                    |                    |  |  |                         |                         |                         |
|  | 6                        | Admirał Władywostok        | 1                        |                         |   | 2                     | Mietałłurg Magnitogorsk | 4                     |  |  |                    |                    |                    |  |  |                         |                         |                         |
|  |                          |                            |                          |                         |   | 2                     | Mietałłurg Magnitogorsk | 4                     |  |  |                    |                    |                    |  |  |                         |                         |                         |
|  |                          |                            | 3                        | Sibir Nowosybirsk       | 1 |                       |                         |                       |  |  |                    |                    |                    |  |  |                         |                         |                         |
|  | 4                        | Saławat Jułajew Ufa        | 3                        | Sibir Nowosybirsk       | 1 | 4                     |                         |                       |  |  |                    |                    |                    |  |  |                         |                         |                         |
|  | 4                        | Saławat Jułajew Ufa        |                          |                         |   |                       |                         |                       |  |  |                    |                    |                    |  |  |                         |                         |                         |
|  | 5                        | Ak Bars Kazań              | 3                        |                         |   |                       |                         |                       |  |  |                    |                    |                    |  |  |                         |                         |                         |
|  | 5                        | Ak Bars Kazań              | 3                        |                         |   |                       |                         |                       |  |  |                    |                    |                    |  |  |                         |                         |                         |
|  |                          |                            |                          |                         |   |                       |                         |                       |  |  |                    |                    |                    |  |  |                         |                         |                         |

### Statystyki indywidualne
Statystyki zaktualizowane po zakończeniu fazy play-off.
Zawodnicy z pola łącznie
| Gole                             | Gole | Asysty                           | Asysty | Punkty                           | Punkty |
| -------------------------------- | ---- | -------------------------------- | ------ | -------------------------------- | ------ |
| Siergiej Moziakin (Magnitogorsk) | 11   | Jan Kovář (Magnitogorsk)         | 15     | Siergiej Moziakin (Magnitogorsk) | 25     |
| Jan Kovář (Magnitogorsk)         | 8    | Siergiej Moziakin (Magnitogorsk) | 14     | Jan Kovář (Magnitogorsk)         | 23     |
| Wadim Szypaczow (SKA)            | 7    | Aleksandr Radułow (CSKA)         | 12     | Wadim Szypaczow (SKA)            | 16     |
| Stéphane Da Costa (CSKA)         | 7    | Linus Omark (Saławat)            | 11     | Linus Omark (Saławat)            | 16     |
| Aleksandr Siomin (Magnitogorsk)  | 7    | Chris Lee (Magnitogorsk)         | 10     | Aleksandr Radułow (CSKA)         | 16     |

Obrońcy
| Gole                               | Gole | Asysty                               | Asysty | Punkty                               | Punkty |
| ---------------------------------- | ---- | ------------------------------------ | ------ | ------------------------------------ | ------ |
| Sami Lepistö (Saławat)             | 6    | Chris Lee (Magnitogorsk)             | 10     | Sami Lepistö (Saławat)               | 13     |
| Nikita Zajcew (CSKA)               | 4    | Nikita Zajcew (CSKA)                 | 9      | Nikita Zajcew (CSKA)                 | 13     |
| Philip Larsen (Jokerit)            | 3    | Sami Lepistö (Saławat)               | 7      | Chris Lee (Magnitogorsk)             | 13     |
| Aleksiej Wasilewski (Awtomobilist) | 3    | Aleksiej Bieriegłazow (Magnitogorsk) | 6      | Aleksiej Bieriegłazow (Magnitogorsk) | 8      |
| Igor Ożyganow (CSKA)               | 3    | Bogdan Kisielewicz (CSKA)            | 5      | Wiktor Antipin (Magnitogorsk)        | 7      |

Bramkarze
| Skuteczność interwencji (w %)     | Skuteczność interwencji (w %) | Średnia goli straconych (na mecz)   | Średnia goli straconych (na mecz) | Mecze bez straty gola               | Mecze bez straty gola |
| --------------------------------- | ----------------------------- | ----------------------------------- | --------------------------------- | ----------------------------------- | --------------------- |
| Mikko Koskinen (SKA)              | 94,9                          | Ilja Sorokin (CSKA)                 | 1,32                              | Mikko Koskinen (SKA)                | 6                     |
| Wasilij Koszeczkin (Magnitogorsk) | 94,8                          | Mikko Koskinen (SKA)                | 1,47                              | Aleksandr Jeriomienko (Din. Moskwa) | 3                     |
| Ilja Sorokin (CSKA)               | 94,5                          | Wasilij Koszeczkin (Magnitogorsk)   | 1,57                              | Wasilij Koszeczkin (Magnitogorsk)   | 2                     |
| Alexander Salák (Sibir)           | 94,2                          | Aleksandr Jeriomienko (Din. Moskwa) | 1,76                              | Ilja Sorokin (CSKA)                 | 2                     |
| Dominik Furch (Awangard)          | 94,1                          | Alexander Salák (Sibir)             | 1,83                              | Alexander Salák (Sibir)             | 2                     |

Pozostałe
| Klasyfikacja +/-                  | Klasyfikacja +/- | Zwycięskie gole                  | Zwycięskie gole | Minuty kar                 | Minuty kar |
| --------------------------------- | ---------------- | -------------------------------- | --------------- | -------------------------- | ---------- |
| Siergiej Moziakin (Magnitogorsk)  | +14              | Siergiej Moziakin (Magnitogorsk) | 5               | Maksim Gonczarow (Saławat) | 69         |
| Jewgienij Biriukow (Magnitogorsk) | +14              | Nikita Gusiew (SKA)              | 3               | Grigorij Panin (CSKA)      | 56         |
| Jan Kovář (Magnitogorsk)          | +13              | Stéphane Da Costa (CSKA)         | 3               | Jesse Joensuu (Jokerit)    | 54         |
| Danis Zaripow (Magnitogorsk)      | +12              | Władimir Tkaczow (Ak Bars)       | 3               | Maksim Ignatowicz (Sibir)  | 45         |
| Wojtek Wolski (Magnitogorsk)      | +10              | Jan Kovář (Magnitogorsk)         | 2               | Samwieł Mnacian (Admirał)  | 40         |

- Pierwsze miejsce w klasyfikacji liczby zablokowanych strzałów:  Wiktor Antipin (Magnitogorsk) – 35
- Pierwsze miejsce w klasyfikacji wykonanych uderzeń ciałem:  Jewgienij Timkin (Magnitogorsk) – 50

### Skład triumfatorów
Skład zdobywcy Pucharu Gagarina – drużyny Mietałłurga Magnitogorsk – w sezonie 2015/2016:
| Szkoleniowcy - Ilja Worobjow – główny trener - Mike Pelino – asystent trenera - Wiktor Kozłow – asystent trenera - Siergiej Zwiagin – trener bramkarzy |  | Bramkarze - Wasilij Koszeczkin - Ilja Samsonow - Artiom Zagidulin Obrońcy - Wiktor Antipin - Rafael Batyrszyn - Aleksiej Bieriegłazow - Jewgienij Biriukow - Jarosław Chabarow - Chris Lee - Pawieł Miedwiediew - Dienis Osipow - Wiktor Postnikow - Siergiej Tierieszczenko - Nikita Żłoba |  | Napastnicy: - Dmitrij Arsieniuk - Artur Bołtanow - Siergiej Charytinski - Tomáš Filippi - Aleksiej Kajgorodow - Władisław Kaletnik - Jarosław Kosow - Jan Kovář - Siergiej Moziakin - Oskar Osala - Dienis Płatonow – kapitan - Bogdan Potiechin - Dienis Sierguszkin - Aleksandr Siomin - Jewgienij Timkin - Wojtek Wolski - Danis Zaripow - Artiom Żeleskow |

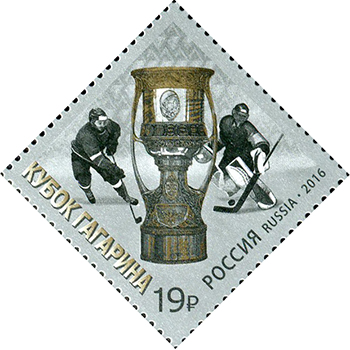
Znaczek pocztowy z Pucharem Gagarina wydany w 2016

## Nagrody, trofea i wyróżnienia

### Trofea drużynowe
- Puchar Otwarcia: CSKA Moskwa
- Puchar Kontynentu: CSKA Moskwa
- Trofeum za zwycięstwo w Konferencji Wschód w fazie play-off: Awangard Omsk
- Trofeum za zwycięstwo w Konferencji Zachód w fazie play-off: CSKA Moskwa
- Nagroda Wsiewołoda Bobrowa (dla najskuteczniejszej drużyny w sezonie): Mietałłurg Magnitogorsk (244 goli w 82 meczach – 180 w 60 meczach sezonu regularnego plus 64 w 23 spotkaniach fazy play-off).
- Puchar Gagarina: Mietałłurg Magnitogorsk

### Zawodnicy miesiąca i etapów
Od początku historii rozgrywek są przyznawane nagrody indywidualne w czterech kategoriach odnośnie do pozycji zawodników (bramkarz, obrońca, napastnik oraz pierwszoroczniak) za każdy miesiąc, wzgl. etap w fazie play-off.
| Miesiąc                  | Bramkarz                                     | Obrońca                               | Napastnik                                      | Pierwszoroczniak                            |
| ------------------------ | -------------------------------------------- | ------------------------------------- | ---------------------------------------------- | ------------------------------------------- |
| Wrzesień                 | Aleksiej Murygin (Łokomotiw Jarosław)        | Mat Robinson (Dinamo Moskwa)          | Siergiej Moziakin (Mietałłurg Magnitogorsk)    | Roman Manuchow (Mietałłurg Nowokuźnieck)    |
| Październik              | Alexander Salák (Sibir Nowosybirsk)          | Michaił Pasznin (Łokomotiw Jarosław)  | Nigel Dawes (Mietałłurg Magnitogorsk)          | Artiom Zub (Amur Chabarowsk)                |
| Listopad                 | Danny Taylor (KHL Medveščak Zagrzeb)         | Staffan Kronwall (Łokomotiw Jarosław) | Anatolij Gołyszew (Awtomobilist Jekaterynburg) | Aleksandr Połunin (Łokomotiw Jarosław)      |
| Grudzień                 | Dominik Furch (Awangard Omsk)                | Kevin Dallman (Barys Astana)          | Danis Zaripow (Mietałłurg Magnitogorsk)        | Władisław Gawrikow (Łokomotiw Jarosław)     |
| Styczeń                  | Ilja Sorokin (CSKA Moskwa)                   | Mat Robinson (Dinamo Moskwa)          | Wadim Szypaczow (SKA Sankt Petersburg)         | Igor Ustinski (Awtomobilist Jekaterynburg)  |
| Luty                     | Aleksandr Jeriomienko (Dinamo Moskwa)        | Anton Biełow (SKA Sankt Petersburg)   | Peter Regin (Jokerit)                          | Artur Lauta (Awangard Omsk)                 |
| Ćwierćfinały konferencji | Mikko Koskinen (SKA Sankt Petersburg)        | Jurij Aleksandrow (Awangard Omsk)     | Władimir Tkaczow (Ak Bars Kazań)               | Konstantin Okułow (Sibir Nowosybirsk)       |
| Półfinały konferencji    | Mikko Koskinen (SKA Sankt Petersburg)        | Michal Kempný (Awangard Omsk)         | Wadim Szypaczow (SKA Sankt Petersburg)         | Jurij Siergijenko (Torpedo Niżny Nowogród)  |
| Finały konferencji       | Ilja Sorokin (CSKA Moskwa)                   | Sami Lepistö (Saławat Jułajew Ufa)    | Aleksandr Siomin (Mietałłurg Magnitogorsk)     | Aleksandr Diergaczow (SKA Sankt Petersburg) |
| Marzec                   | Ilja Sorokin (CSKA Moskwa)                   | Dienis Dienisow (CSKA Moskwa)         | Siergiej Moziakin (Mietałłurg Magnitogorsk)    | Jurij Siergijenko (Torpedo Niżny Nowogród)  |
| Puchar Gagarina          | Wasilij Koszeczkin (Mietałłurg Magnitogorsk) | Chris Lee (Mietałłurg Magnitogorsk)   | Siergiej Moziakin (Mietałłurg Magnitogorsk)    | Siemion Koszelew (CSKA Moskwa)              |

### Nagrody indywidualne
Podczas uroczystości w dniu 24 maja 2016 wręczono nagrody w 24 kategoriach (Nagroda Wsiewołoda Bobrowa oraz indywidualne wyróżnienia).
- Złoty Kij – Najbardziej Wartościowy Gracz (MVP) sezonu regularnego: Siergiej Moziakin (Mietałłurg Magnitogorsk)
- Nagroda dla najskuteczniejszego strzelca sezonu: Siergiej Moziakin (Mietałłurg Magnitogorsk) – 32 gole w sezonie zasadniczym.
- Nagroda dla najlepiej punktującego zawodnika (punktacja kanadyjska): Siergiej Moziakin (Mietałłurg Magnitogorsk) – w sezonie regularnym uzyskał 67 punktów (32 gole i 35 asyst).
- Nagroda dla najlepiej punktującego obrońcy: Cam Barker (Slovan Bratysława) – w sezonie zasadniczym uzyskał 40 punktów (9 goli i 31 asyst).
- Najbardziej Wartościowy Gracz (MVP) Sezonu (dla zawodnika legitymującego się najlepszym współczynnikiem w klasyfikacji „+,-” po sezonie regularnym): Mat Robinson (Dinamo Moskwa) – uzyskał wynik +31 w 58 meczach.
- Najlepsza Trójka (dla najskuteczniejszego tercetu napastników w sezonie regularnym): Nigel Dawes, Dustin Boyd, Brandon Bochenski (Barys Astana) – wspólnie zgromadzili 50 goli.
- Mistrz Play-off – Najbardziej Wartościowy Gracz (MVP) fazy play-off: Siergiej Moziakin (Mietałłurg Magnitogorsk)[25]
- Najlepszy Bramkarz Sezonu (w wyniku głosowania trenerów): Ilja Sorokin (CSKA Moskwa).
- Nagroda dla najlepszego pierwszoroczniaka sezonu KHL im. Aleksieja Czeriepanowa: Artiom Alajew (Torpedo Niżny Nowogród)
- Złoty Kask (przyznawany sześciu zawodnikom wybranym do składu gwiazd sezonu):
  - Ilja Sorokin (CSKA Moskwa) – bramkarz,
  - Nikita Zajcew (CSKA Moskwa) – obrońca,
  - Chris Lee (Mietałłurg Magnitogorsk) – obrońca,
  - Aleksandr Radułow (CSKA Moskwa) – napastnik,
  - Siergiej Moziakin (Mietałłurg Magnitogorsk) – napastnik,
  - Jan Kovář (Mietałłurg Magnitogorsk) – napastnik.
- Dżentelmen na Lodzie (dla jednego obrońcy i jednego napastnika – honorująca graczy, którzy łączą sportową doskonałość z nieskazitelnym zachowaniem): obrońca Staffan Kronwall (Łokomotiw Jarosław) oraz napastnik Siergiej Moziakin (Mietałłurg Magnitogorsk).
- Nagroda za Wierność Hokejowi (dla największego weterana hokejowego za jego cenny wkład w sukces drużyny): Konstantin Gorowikow (Dinamo Moskwa).
- Nagroda „Sekundy” (dla strzelca najszybszego i najpóźniejszego gola w meczu):
  - Igor Bortnikow (Jugra Chanty-Mansyjsk) – strzelił bramkę w 11. sekundzie meczu.
  - Geoff Platt (CSKA Moskwa) – w fazie play-off podczas trzeciej dogrywki meczu uzyskał gola w 111. minucie 12. sekundzie spotkania
- Żelazny Człowiek (dla zawodnika, który rozegrał najwięcej spotkań mistrzowskich w ostatnich trzech sezonach): Danis Zaripow (Mietałłurg Magnitogorsk) – 227 rozegranych meczów.
- Nagroda dla Najlepszego Trenera Sezonu (od 2015 nagroda pod patronatem Wiktora Tichonowa): Dmitrij Kwartalnow (CSKA Moskwa).
- Nagroda Andrieja Starowojtowa (Złoty Gwizdek) (dla najlepszego sędziego sezonu): Eduard Odins.
- Nagroda Walentina Sycza (przyznawana prezesowi, który w sezonie kierował najlepiej klubem): Giennadij Wieliczkin (wiceprezes klubu Mietałłurg Magnitogorsk).
- Nagroda Władimira Piskunowa (przyznawana najlepszemu klubowemu administratorowi): Jurij Eriomin (Awtomobilist Jekaterynburg).
- Nagroda Andrieja Zimina (przyznawana najlepszemu lekarzowi): Jewgienij Szwiec (CSKA Moskwa).